# La Mega (Venezuela)
La Mega es una red de emisoras de radio de Venezuela que forman parte del Circuito Unión Radio. Fue fundada en 1988 convirtiéndose en la primera emisora comercial en Frecuencia Modulada de Venezuela.

## Estructura
Está orientada al público juvenil y en su programación resaltan los programas informativos y mixtos. Su estilo musical es Pop-Rock, sin embargo, por cumplimiento de la Ley de Responsabilidad Social en Radio y Televisión transmite canciones del folclore venezolano. También transmite canciones de géneros como el rap, hip hop, fusión y reggae, mayormente de origen venezolano. Además pone al aire sesiones electrónicas en las noches de fin de semana.
Su señal matriz está en la ciudad de Caracas, estación a la cual se conectan las frecuencias del interior del país en diferentes horarios del día, para la transmisión a nivel nacional del programa transmitido en ese momento en la capital.
El Circuito Mega está compuesto por doce emisoras distribuidas a lo largo del territorio nacional, las cuales además de transmitir la señal de Caracas, cuentan con programación propia hecha en la ciudad de origen de la señal. Diversos programas de entretenimiento e información son producidos dentro de las emisoras regionales del circuito.
Cuenta con un portal web mixto, lamegaestacion.com, donde además de informar sobre la programación de la señal matriz, se publican noticias musicales sobre bandas y artistas nacionales e internacionales, se ofrecen concursos y se presenta información sobre los próximos eventos musicales y de entretenimiento a realizarse alrededor del país.
Algunas de sus voces más conocidas han sido  José Rafael Briceño, Luis Chataing, Verónica Gómez, Henrique Lasso, Rocco Pirillo, Manuel Ángel Redondo, Nacho Redondo, Humberto Turinese, Erika de la Vega, entre otras personalidades.

## Participación en eventos
El Circuito Mega ha tenido un impacto significativo en la escena juvenil de Venezuela a través de su programación y eventos. Aunque su enfoque principal es la música, también ha contribuido a la promoción y cobertura de actividades dirigidas a los jóvenes.
En líneas generales, través de su participación en dichos medios, ha apoyado campañas y proyectos juveniles relacionados con la música, la cultura y la responsabilidad social. Han utilizado su alcance para difundir mensajes positivos y fomentar la participación activa de los jóvenes en la sociedad.

### Música
La Mega ha sido un medio para promover conciertos y festivales dirigidos a los jóvenes. A menudo anuncian eventos musicales, presentaciones en vivo y festivales locales.
La emisora ha brindado una plataforma para artistas emergentes y bandas locales. A través de entrevistas y presentaciones en vivo, han ayudado a dar visibilidad a nuevos talentos.

### Deportes
Históricamente, La Mega siempre ha presentado diversos espacios o producciones alusivas al deporte venezolano y mundial, ya sea mediante programas dedicados meramente al medio, o diversos contactos con varios representantes de algún sector del deporte. 
De igual forma, paulatinamente se han transmitido en vivo partidos de Béisbol, Fútbol, Baloncesto y otros eventos deportivos importantes a nivel nacional y mundial. Estás coberturas incluyen narración y comentarios en directo, análisis antes y después del partido, e inclusive entrevistas con jugadores.

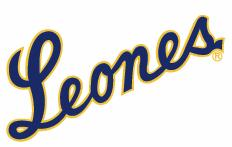
La Mega actualmente es la emisora oficial del equipo de béisbol Leones del Caracas.

La Mega además, en el año 2007, se convirtió en la emisora oficial de los Leones del Caracas. Desde entonces, ha sido una parte integral de la cobertura de los juegos y eventos relacionados con el equipo de béisbol capitalino.